# Hasina Jalal
Hasina Jalal é uma activista dos direitos das mulheres no Afeganistão. Defensora dos direitos das mulheres, jornalista e professora no Afeganistão rural, foi galardoada por ter criado várias ONGS com o objectivo de promover os direitos das mulheres no Afeganistão.

## Biografia
Hasina Jalal estudou na Universidade de Cabul onde fez o bacharelato em em economia e licenciou-se em economia e ciências políticas na Universidade Jamia Millia Islamia, na Índia.  Continuou os seus estudos e fez mestrado em gestão empresarial na Universidade Americana de Afeganistão, de seguida conseguiu uma bolsa Fulbright e foi estudar Estudos de Género na Universidade do Iowa do Norte. 
Jalal esteve envolvida na criação e gestão de várias organizações não-governamentals, incluindo o Afghanistan Women Empowerment and Capacity Building Center, o projecto South Asian Female Alliance on Women's Economic, Social, and Cultural Rights, e a Associação Nacional da Sociedade Civil Afegã, bem como na South Asian Women's Coalition for Cooperation.
Foi consultora do Ministro do Petróleo e Minhas do Governo do Afeganistão. 
Fala persa, pashto, inglês, turco, e Hindi/Urdu. 

## Prémios e Reconhecimento
Hasina Jalal recebeu vários prémios e condecorações regionais e internacionais. 
A Coaligação de Mulheres Rurais da Ásia (ARWC) distinguiu-a ao colocá-la na lista Honouring 100 women em 2012. 
Em 2014, Jalal ganhou o prémio N-Peace Award, atribuído pelo PNUD na Ásia e Pacífico e pelo Conselheiro do Secretário Geral das Nações Unidas na Universidade pela Paz, em reconhecimento pelo seu trabalho na defesa e promoção da igualdade de género, direitos humanos e democracia no Afeganistão. 
Dois anos mais tarde, recebeu o Global Women Leadership Award.  Seguiu-se, em 2017, o World Super Achiever Award, concedido pelo Congresso Mundial de Direitos Humanos. 
Em 2020, ela recebeu o prémio Iconic Women Creating a Better World for All Award, atribuído pelo Fórum Económico das Mulheres e foi nomeada para o 100 Most Influential Afghan Women's Award. 